# Caenorhabditis elegans
Caenorhabditis elegans — вільноживуча нематода (круглий черв'як) близько 1 мм в довжину. Широко використовується як модельний організм. Його дослідження в молекулярній біології і біології розвитку почалися в 1974 роботами Сіднея Бреннера. Геном повністю просеквенований і опублікований в 1998 році (доповнений в 2002). Мартін Чалфі використовував C. elegans при дослідженні зеленого флуорисцентного білка.

## Геном

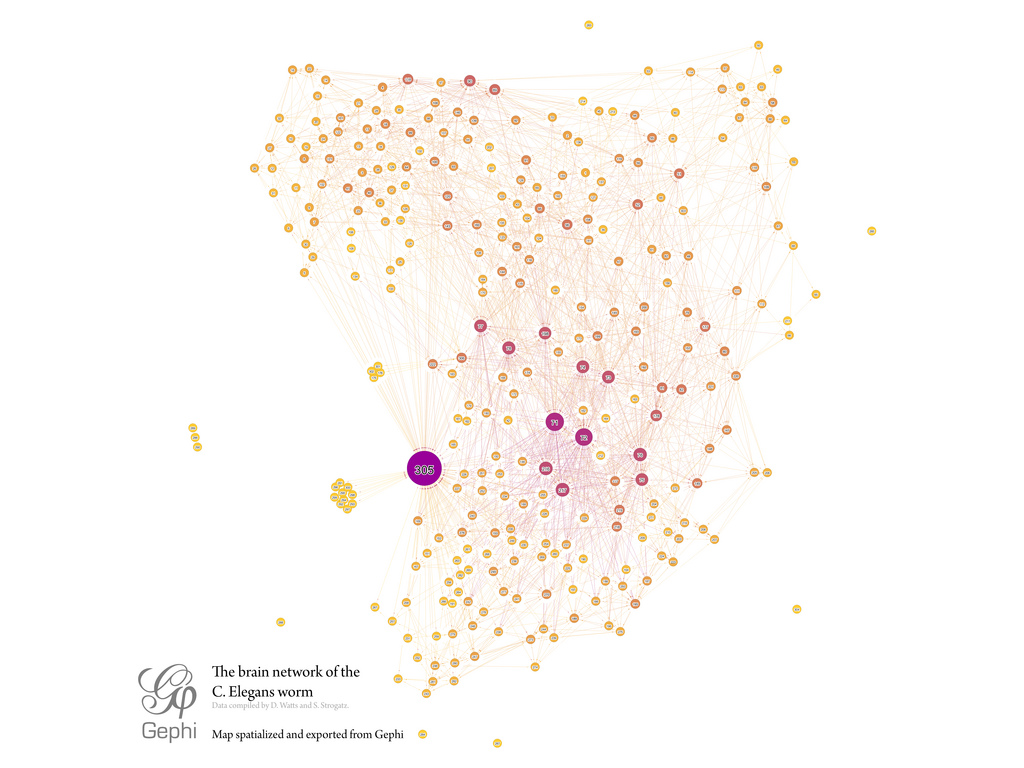
Коннектом C. elegans

C. elegans був першим багатоклітинним організмом, чий геном був повністю секвенований. Повна послідовність ДНК була опублікована в 1998, проте в ній залишались деякі пробіли (останній був закритий в жовтні 2002). Геном C. elegans має довжину приблизно 100 мільйонів пар основ і містить у собі близько 20 000 генів. Більшість цих генів кодує білки, але, можливо, серед них є близько 1 000 генів РНК.
У 2003 також була визначена генна послідовність нематоди C. briggsae. Це дозволило дослідникам провести порівняльний генетичний аналіз двох близьких організмів. На разі продовжується робота над визначенням генних послідовностей інших нематод того ж роду, таких як C. remanei, C. japonica і C. brenneri. Ці нові генні послідовності отримані методом «Whole-Genome Shotgun», а це значить, що результати не будуть такими повними й точними, як у випадку з C. elegans, геном якого був секвенований з використанням ієрархічного методу «Clone-by-Clone»).

## Визначення статі
У С. elegans є дві статі: самці (ХО) и гермафродити (ХХ), які є самками, що отримали здатність до сперматогенезу.
У С. elegans стать визначається механізмом XX — ХО, значення має відношення кількості X-хромосом до числа аутосом.
Статевий розвиток всіх соматичних клітин контролюється шляхом регулювання, активність якого відмінна у різних статей. Цей шлях називають глобальним, на відміну від шляху, який контролює розвиток окремих тканин. Також цей шлях відповідає за контроль дозової компенсації, процес, що призводить до однакової експресії X-зв'язаних генів у обох статей.
Кількість X-хромосом контролює серію інгібіторних реакцій, яка визначає активність кінцевого регулятора tra-1(transformer-1). А він визначає статеву диференціацію організму.
Каскад статевої диференціації запускається в ембріоні відношенням числа X-хромосом до числа аутосом. Воно впливає на експресію xol-1 (XO lethal 1). При великому відношенні (хх) вона пригнічується, а при низькому — ні. В X-хромосомі закодовані «нумератори». Всього їх 4, але вивчені лише 2 елементи: fox-1, РНК — зв'язуючий білок, який може постртранскрипційно інгібувати хо1-1, і sex-1.
Xol −1 пригнічує активність sdc. Вони входять у великий білковий комплекс, який зв'язується з X-хромосомою і на половину зменшує її транскрипцію. Sdc-2 також зв'язується з промотером her-1 і зменшує його транскрипцію в 20 разів порівняно з ХО — особинами.
HER-1 — невеликий білок, що відповідає за чоловічий розвиток клітин неавтономним методом. Він інгібує tra-2, який при цьому не може зв'язатись з fem, він утримує tra-1 в цитоплазмі, і розвиток проходить по чоловічій лінії. Переміщення в ядро транкрипційного фактора tra-1 означає реалізацію гермафродитного фенотипу. При цьому білок fem дисоціює з tra-1 і зв'язується з білком tra-2.

## Система нервова

Пересування C. elegans

C. elegans має одну із «найпростіших» нервових систем (простими часто називають нервові системи, що складаються з невеликої кількості нейронів). Доросла гермафродитна особина складається з 959 клітин і має всього 302 нейрона, зв'язки між якими були повністю описані.
-->У зв'язку з цим C. elegans зручний об'єкт для вивчення механізмів керування рухом, передачі сигналів по нейронній мережі, хемотаксису тощо.

## Особливості життєвого циклу
При нестачі їжі чи дії ряду інших факторів, в тому числі виділення дорослими особинами, які зазнали негативного впливу середовища, з личинок, що пройшли одну линьку (стадія L2) може розвинутись незвична для циклу нематод Дауерівська личинка.